# Tabasco (chilifrukt)

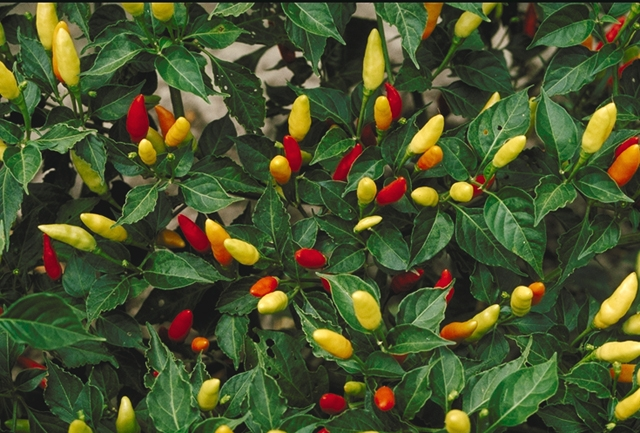
Gula omogna Tabasco chilifrukter
bredvid röda mogna chilifrukter

Chilifrukten tabasco är några kända sorter inom arten flerårig spanskpeppar (Capsicum frutescens). Frukterna benämns ofta med samlingsnamnet chilipeppar tillsammans med andra frukter ur släktet spanskpeppar Capsicum.
Sorten har fått namn av den mexikanska provinsen Tabasco där sorten uppkom i början på 1800-talet.
Den ursprungliga tabascosorten drabbades av en virussjukdom på 1960-talet och några år senare introducerades en ny och mer resistent sort kallad Greenleaf Tabasco. 
Chilifrukterna är ungefär 4 cm långa. Som omogna är de blekt gul-gröna och får när de mognar först en klarare gul och till sist en klar röd färg.

## Styrka
Chilifrukten tabasco mäter mellan 30 000 till 100 000 på scovilleskalan.

## Användningsområden
Ett känt användningsområde för denna chilifrukt är som ingrediens i kryddsåsen tabasco.